# Петровський (Новичихинський район)
Петро́вський (рос. Петровский) — селище у складі Новичихинського району Алтайського краю, Росія. Входить до складу Лобаніхинської сільської ради.

## Населення
Населення — 98 осіб (2010; 112 у 2002).
Національний склад (станом на 2002 рік):
- росіяни — 97 %